# クヴェナムタ山
クヴェナムタ山（グルジア語: ქვენამთა、グルジア語ラテン翻字: Kvenamta）は、ジョージアの山。ヘヴィ・コーカサス山脈の尾根、ムツヘタ＝ムティアネティ州のカズベギ地区とドゥシェティ地区の境界にある。標高は3,148メートル。クヴェナムティスツカリ川（スノスツカリ川の左支流）の源流となっている。
ジュラ紀前期の粘土と、砂岩の中間層で構成されている。山の西側斜面は急峻な地形であり、また高原草が生えている。